# Mathias Spihler
Mathias Spihler, född omkring 1640, Södermalm, Stockholm, död i februari 1691, Stockholm (eller december 1690, första själaringning 23/12 s.å.) var en svensk arkitekt och byggmästare samt kapten vid dåvarande kungliga fortifikationskontoret.

## Biografi

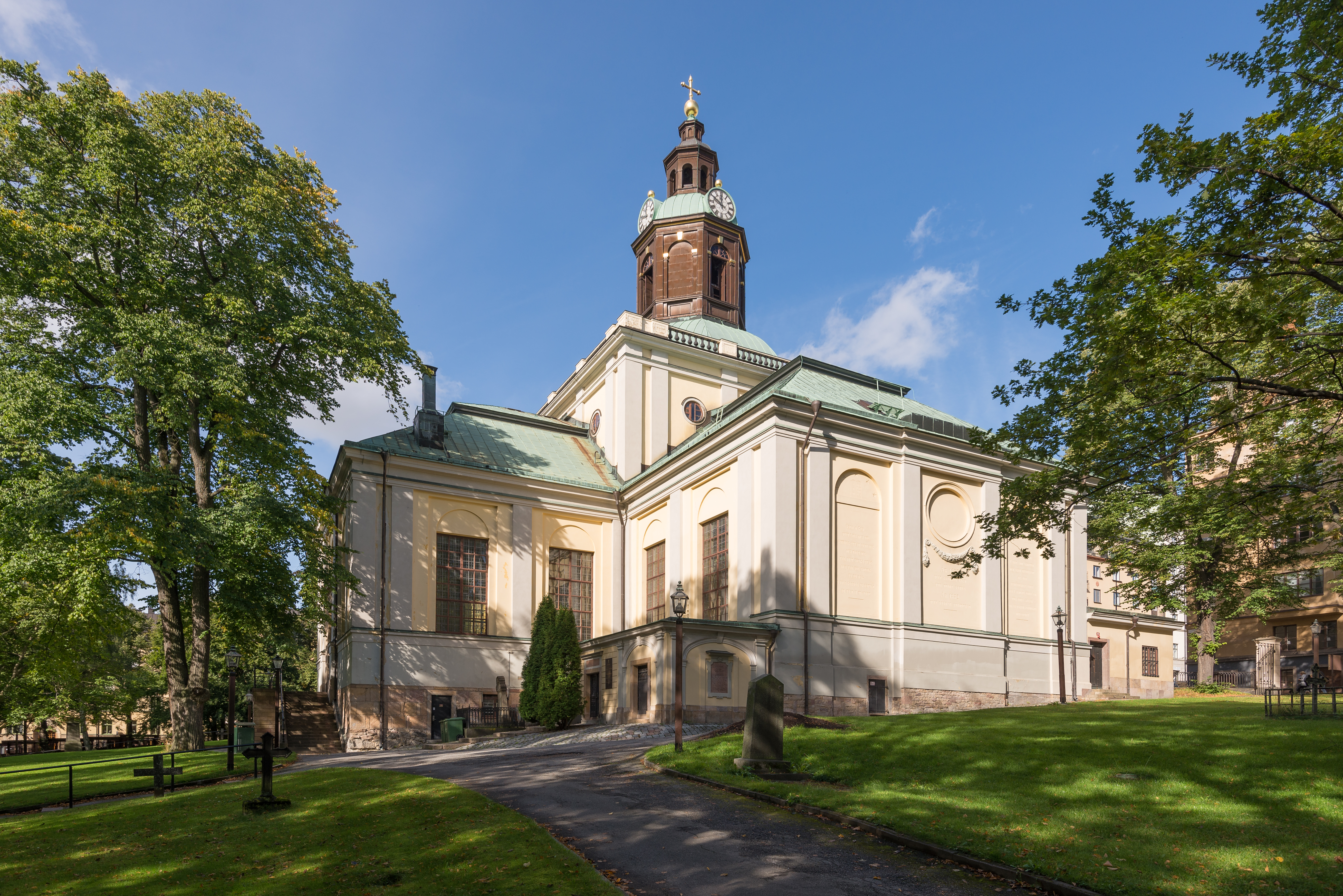
Kungsholms kyrka (Ulrika Eleonora kyrka), Mathias Spihlers främsta verk.

Pappans yrke som var sillpackarålderman, modern var baderska. När sonen blev en namnkunnig arkitekt lade han till ett "h" till efternamnet Spiler. Spihler var elev till Jean de la Vallée och lärde först till ingenjör. Han var under år 1670 Jean de la Vallées medhjälpare vid bygget av Katarina kyrka och övertog dennes befattning vid kyrkan hösten 1671. 
År 1675 var han Stockholms stads "Werkmästare", för vilken befattning han uppbar 300 daler silvermynt i lön. Han hade även tillsyn över "Skanzarna i Stockholms skärgård" och reparerade "Waxholms Bohmen". Spihler var ingen kunglig arkitekt utan frilansande och som sådan bildade han ursprunget till dagens enskilda arkitektkontor. I och med att de privata uppdragen avtog efter Karl XI:s reduktion tog han tjänst som fortifikationsingenjör och medverkade till att bygga ut de svenska befästningarna och att utbilda volontärer i yrket. Spihler utarbetade tillsammans med sin chef Erik Dahlbergh prototypen för det svenska överstebostället som i sin tur kom att bilda urtypen för den svenska så kallade karolinska herrgården. 
Spihler var både kronans och adelns arkitekt och ritade allt från kyrkor och magasin till slottsliknande gårdsanläggningar. Hans kanske främsta verk är Ulrika Eleonora kyrka i Stockholm där han också begravdes 1690. Spihler var gift med Jean de la Vallées dotter Margareta de la Vallée.

## Byggnadsverk (urval)

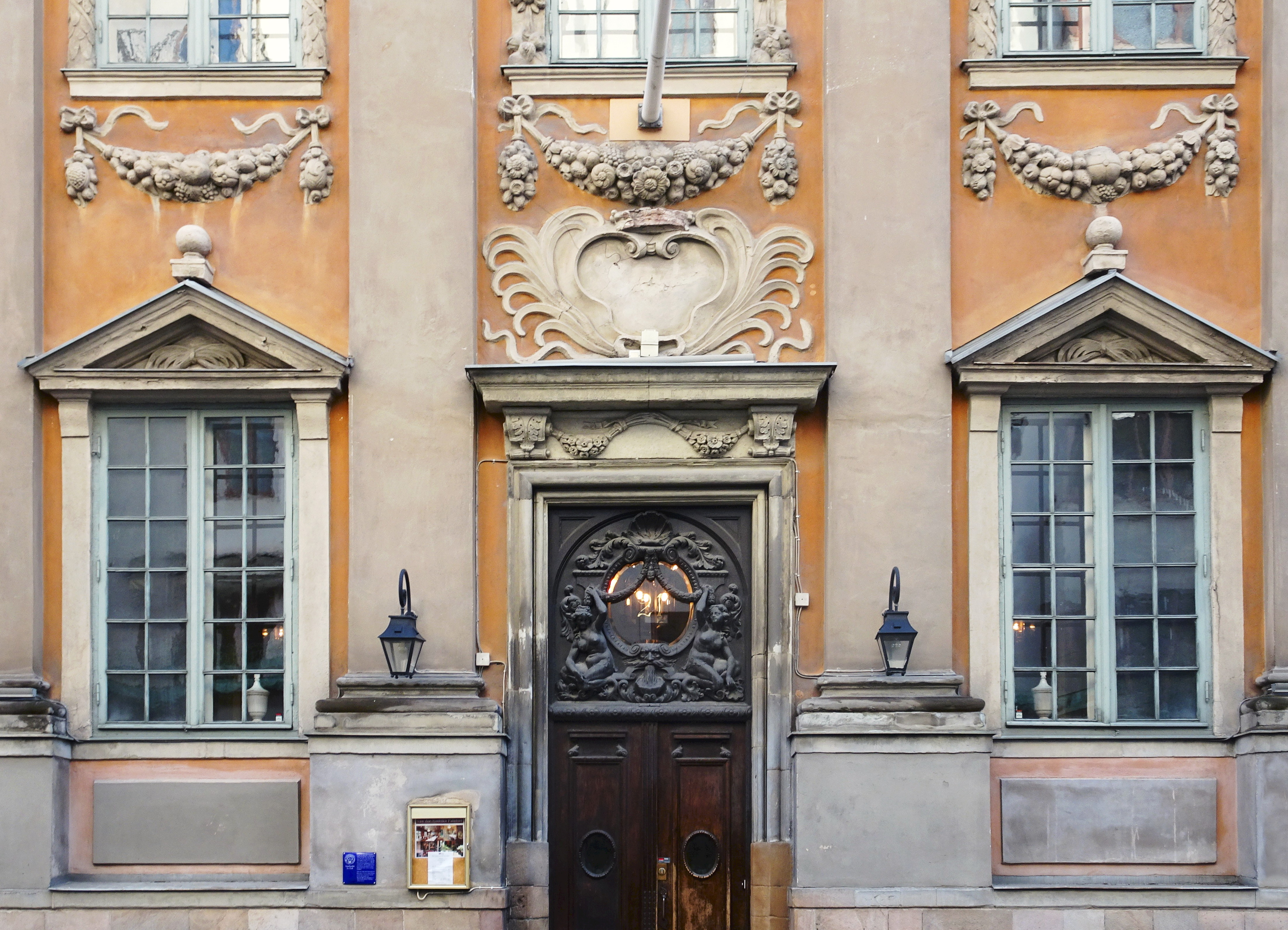
Van der Nootska palatset, Stockholm, stuckornament i fasaden.

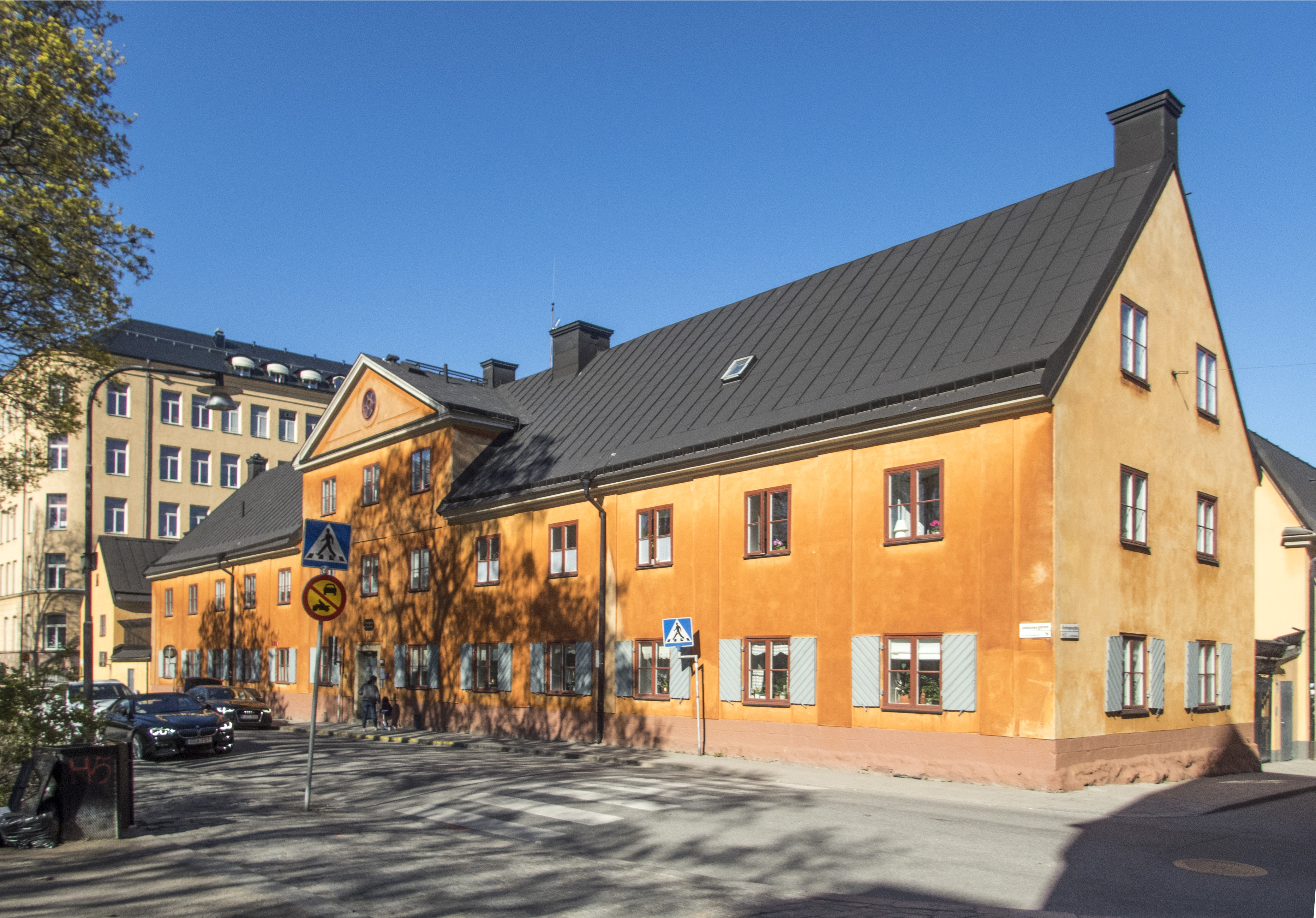
Drottninghuset i Stockholm.

- Van der Nootska palatset i Stockholm. Inredningsarbeten avseende stucktak och stuckornament i fasaden
- Ulrika Eleonora kyrka i Stockholm.
- Drottninghuset vid Johannes kyrka i Stockholm.
- Stallgård vid Riddarhuspalatset
- Finska församlingens kyrka i Narva, tidigare attribuerad till E. Dahlbergh
- Salsta slott i Uppland, efter ritningar av Nicodemus Tessin d.ä..
- Uppförde Sjöö slott efter ritningar av Nicodemus Tessin d.ä.
- Han ledde renoveringen av Västerås slott på 1600-talet.
- Han färdigställde Carl Gustafs kyrka i Karlshamn (obelagt)
- Löfstad slott (ombyggnad) i Östergötland
- Ericsbergs slott i Södermanland, attribution
- Östanå herrgård i Roslagen tills. m. J. de la Vallée, attribution
- Viks slott i Uppland, nya flyglar o trädgårdsanläggning
- Slutförde Skokloster slott och anlade dess trädgårdsanläggning
- Ållonö slott, möjligtvis efter ritningar av Nicodemus Tessin d.ä., attribution
- Vendelsö gård på Södertörn (endast en moderniserad flygel bevarad)
- Ervalla kyrka, Axbergs församling i Strängnäs stift
- Ett antal spannmålsmagasin för fästningarna i Marstrand, Göteborg och Karlshamn 1688
- Örskärs fyrtorn 1675, ersattes av den nuvarande fyren på 1730-talet.